# Бейра (животно)
Бейра (Dorcatragus megalotis) са вид бозайници от семейство Кухороги (Bovidae), единствен представител на род Dorcatragus.
Разпространени са в полупустинните области на северна Сомалия и съседните части на Джибути и Етиопия. Те са дребни антилопи, достигащи височина при рамото 45 до 60 сантиметра и маса 9 до 11 килограма.